# ماسيمو بانتمبيلي
ماسيمو بانتمبيلي (بالإيطالية: Massimo Bontempelli)‏‏ (12 مايو 1878 في كومو - 21 يوليو 1960 في روما)؛ كاتب، وشاعر، وصحفي، وملحن، وروائي، وكاتب مقالات، وكاتب مسرحي، وكاتب خيال علمي، وسياسي من إيطاليا.

## روابط خارجية
- ماسيمو بانتمبيلي على موقع IMDb (الإنجليزية)
- ماسيمو بانتمبيلي على موقع الموسوعة البريطانية (الإنجليزية)
- ماسيمو بانتمبيلي على موقع مونزينجر (الألمانية)